# Piskesmældsskade
Piskesmæld (fra eng. whiplash – "piskesmæld"; også kaldet nakkedistorsion eller Whiplash-associated disorder (WAD) ) er betegnelsen for den hændelse som sker, når nakken bliver brutalt vredet forover (hyperflexion) eller bagover (hyperextension), altså piskesmæld kan beskrives som en læsion omkring halshvirvelsøjlen uden knoglebrud eller målelige neurologiske udfaldssymptomer.
En sådan overstrækning forstuver bløddelene i halshvirvelsøjlen, hvilket akut kaldes en piskesmældsskade. Skaden opstår som oftest i forbindelse med trafikuheld med påkørsel bagfra, men den kan også opstå ved andre former for uheld, hvor nakken bliver påvirket. Generne efter et piskesmæld er som oftest nakkestivhed, smerter i nakke og skuldre, samt hovedpine. Typisk vil disse fortage sig efter nogle dage eller få uger, men for enkelte mennesker giver et piskesmæld kroniske smertesymptomer.
Det er derfor være svært for patienter at møde forståelse for deres gener, der som oftest resulterer i, at de ikke længere kan fungere på samme vis, som de kunne tidligere. Kvinder er i overtal, når der tales om piskesmæld. En årsag kan være, at de er mindre fysisk stærke end mænd, og derfor er mere disponerede for en skade af ovennævnte karakter. Diagnosen er anerkendt af langt de fleste læger og ligeledes af arbejdsskadestyrelsen og WHO, men betragtes af nogle få andre som værende af funktionel eller somatiserende karakter.

## Diagnosticering
Diagnosen piskesmældsskade stilles kliniske, det vil sige ud fra sygdomshistorien og symptomerne. Der findes inden parakliniske metoder til at verificere daignosen. Røntgen eller CT-skanning af nakken bruges til, at udelukke skader på nakkesøjlen . Sygdomshistorien skal indeholde en påvirkning af nakken, hvor skade på nakken er sandsynlig, fx ved en trafikulykke .
De typiske symptomer: Nakkestivhed, hovedpine, smerter i nakke og ryg, lysfølsomhed, påvirket syn, overfølsomhed overfor støj, svimmelhed, søvnløshed, øresusen, nerveskader eller ringen for ørerne, manglende følelse i arme eller hænder/fingre, strålende smerter ud i armene, problemer med korttidshukommelse, koncentrationsbesvær, nedsat sexlyst, følelsen af at være "ved siden af sig selv", samt træthed.
Piskesmæld inddeles i fem grader (Quebec Taske Force ), hvor det normalt er grad I-III, som kaldes for whiplash:
- WAD grad 0: Ingen symptomer
- WAD grad 1: Symptomer fra nakken (Smerter, ømhed eller stivhed), men ingen fysiske tegn på skade
- WAD grad 2: Symptomer fra nakken og der findes nedsat bevægelighed eller punktømhed ved fysisk undersøgelse
- WAD grad 3: Symptomer fra nakken, samt neurologiske udfald, som nedsat muskelkraft eller føleforstyrrelser
- WAD grad 4: Symptomer fra nakken og enten knoglebrud, dislokation eller skader på nakke/rygsøjlen

Diagnosekriterierne har været kritiseret for, at være dårligt defineret og for, at være baseret på et svagt videnskabeligt grundlag .

## Behandling
Der er lavet flere randomiserede, kontrollerede studier af behandlinger til patienter med både akut og kronisk piskesmæld. Ingen af studierne har, indtil nu, kunne påvise bedre effekt på smerter eller funktionsniveau end råd om at 'leve som man plejer' eller ingen behandling. De undersøgte behandlinger omfattede bl.a. fysioterapeutisk træning, hvile og aflastning med halskrave .

## Prognose
Hos de fleste patienter forsvinder symptomerne indenfor få uger. For omkring 10% er symptomerne (ofte smerter) vedvarende over uger eller måneder, og for få kan symptomerne fortsætte i flere år .